# Coenosia ungulipardus
Coenosia ungulipardus este o specie de muște din genul Coenosia, familia Muscidae, descrisă de Xue și Feng în anul 2002.
Este endemică în Sichuan. Conform Catalogue of Life specia Coenosia ungulipardus nu are subspecii cunoscute.